# Abraxas reducta
Abraxas reducta är en fjärilsart som beskrevs av Hans-Joachim Hannemann 1917. Abraxas reducta ingår i släktet Abraxas och familjen mätare. Inga underarter finns listade i Catalogue of Life.